# Дзегужкалнс
Дзе́гужкалнс (латыш. Dzegužkalns, в переводе Кукушкина гора) — наивысшая точка рельефа города Риги. Расположена в центре района Ильгюциемс, между улицами Даугавгривас, Дзегужу и Эмбутес.
Представляет собой холм, или правильнее валообразную дюну, вытянутую с юга на север, длиной около 1 километра и шириной до 300 метров. Средняя высота 16—18 метров, в высшей точке достигает 28 метров над уровнем моря. Образовалась около 10 000 лет назад под влиянием северо-западных ветров.
Всю территорию дюны, площадью 6,4 га, занимает одноимённый парк смешанного типа, с элементами ландшафтного и регулярного стиля, благоустройство которого началось в 1901 году по проекту Г. Ф. Куфальдта, с 1929 года по проекту А. Зейдакса. Деревья в парке высажены в свободной манере, окаймлённые группами кустарников. В 1980-х годах в парке было организовано место для пионерского костра. Есть игровая площадка, амфитеатр.